# Regna kyrka
Regna kyrka ligger i Regna socken i Finspångs kommun och tillhör Finspångs församling, Linköpings stift.

## Kyrkobyggnaden
Nuvarande kyrkobyggnad uppfördes 1785-1787 och ersatte en medeltida kyrka. 1913 utbröt en brand under pågående gudstjänst och många inventarier kunde då räddas. 1914 byggdes en ny kyrka upp på murarna av den gamla. En ny interiör byggdes i jugendstil och en lökkupol uppfördes på tornet. Arkitekt var Gustaf Linden.
Kyrkan har en stomme av gråsten och består ett rektangulärt långhus med ett tresidigt avslutat kor i öster och torn i väster. Öster om koret finns en vidbyggd låg sakristia. Ytterväggarna är vitputsade och taken är täckta med skifferplattor. Kyrkorummet har ett slipat och oljat brädgolv, där korgolvet ligger tre steg högre än övriga kyrkorummet. Innertaket är ett gråmålat tredingstak med kassettindelning.

## Inventarier
- Predikstolen är samtida med nuvarande kyrka och byggd efter ritningar av kyrkans arkitekt Gustaf Linden. Predikstolen har en korg av furu som står på ett murat fundament. Ljudtak saknas.
- Dopfunten av trä med åttakantig form är tillverkad efter ritningar av Gustaf Linden. Funten har kolonner och är målad i en laserande marmorering med förgyllningar. Ett tillhörande dopfat är av koppar.
- Enda inventarium från medeltida kyrkan är ett rökelsekar som numera är deponerat på Historiska museet.

### Orgel
- 1824 byggs en orgel av Pehr Zacharias Strand, Stockholm med 11 stämmor.
- Orgeln är tillverkad 1919 eller 1915 av Setterquist & Son i Örebro. Tillhörande orgelfasad är ritad 1915 av Gustaf Linden. Orgeln är mekanisk med roosweltlådor och har ett tonomfång på 54/27.

| Huvudverk I         | Svällverk II    | Pedal      | Koppel    |
| Borduna 16'         | Rörflöjt 8'     | Subbas 16' | I/P       |
| Principal 8'        | Salicional 8'   |            | II/P      |
| Flûte harmonique 8' | Violin 8'       |            | II/I      |
| Gamba 8'            | Voix celeste 8' |            | I 4'/I    |
| Oktava 4'           | Fugara 4'       |            | II 16'/II |
| Trumpet 8'          |                 |            |           |